# Morávka (district de Frýdek-Místek)
Morávka (en polonais et en allemand : Morawka) est une commune du district de Frýdek-Místek, dans la région de Moravie-Silésie, en République tchèque. Sa population s'élevait à 1 219 habitants en 2021.

## Géographie
Morávka est arrosée par la Morávka et se trouve dans les Beskides de Moravie-Silésie, à 15 km au sud-est de Frýdek-Místek, à 32 km au sud-est d'Ostrava et à 299 km à l'est-sud-est de Prague.
La commune est limitée par Vyšní Lhoty et Komorní Lhotka au nord, par Řeka, Třinec, Košařiska, Dolní Lomná et Horní Lomná à l'est, par la Slovaquie au sud, et par Staré Hamry, Krásná et Pražmo à l'ouest.

## Histoire
La première mention écrite de la localité date de 1615.

## Transports
Par la route, Morávka se trouve à 16 km de Frýdlant nad Ostravicí, à 19 km de Frýdek-Místek, à 42 km d'Ostrava et à 371 km de Prague.